# 阿博赫登-考夫曼-利尼亞克氏綜合徵
阿博赫登-考夫曼-利尼亞克氏綜合徵（Abderhalden-Kaufmann-Lignac syndrome），亦稱為AKL綜合徵、阿博赫登-利尼亞克氏-考夫曼病（Abderhalden-Lignac-Kaufmann disease）或幼兒型腎病性胱胺酸症（nephropathic cystinosis）是一種症狀包含胱胺酸症及腎性佝僂病的兒童常染色體隱性遺傳腎病，名稱取自埃米爾·阿博赫登、愛德華·考夫曼及喬治·利尼亞克三人的姓氏。

## 描述
受影響的兒童會因發育遲緩而患有侏儒症、軟骨病及骨質疏鬆症，並且患上腎小管疾病，從而引致胺基酸尿症（aminoaciduria）、腎性糖尿症（Glycosuria）及低鉀血症。此外，半胱氨酸沉積在結膜及角膜是最明顯的證據。

## 另見
- CTNS（cystinosin）